# Hypocalymma xanthopetalum
Hypocalymma xanthopetalum är en myrtenväxtart som beskrevs av Ferdinand von Mueller. Hypocalymma xanthopetalum ingår i släktet Hypocalymma och familjen myrtenväxter. Inga underarter finns listade i Catalogue of Life.

## Bildgalleri

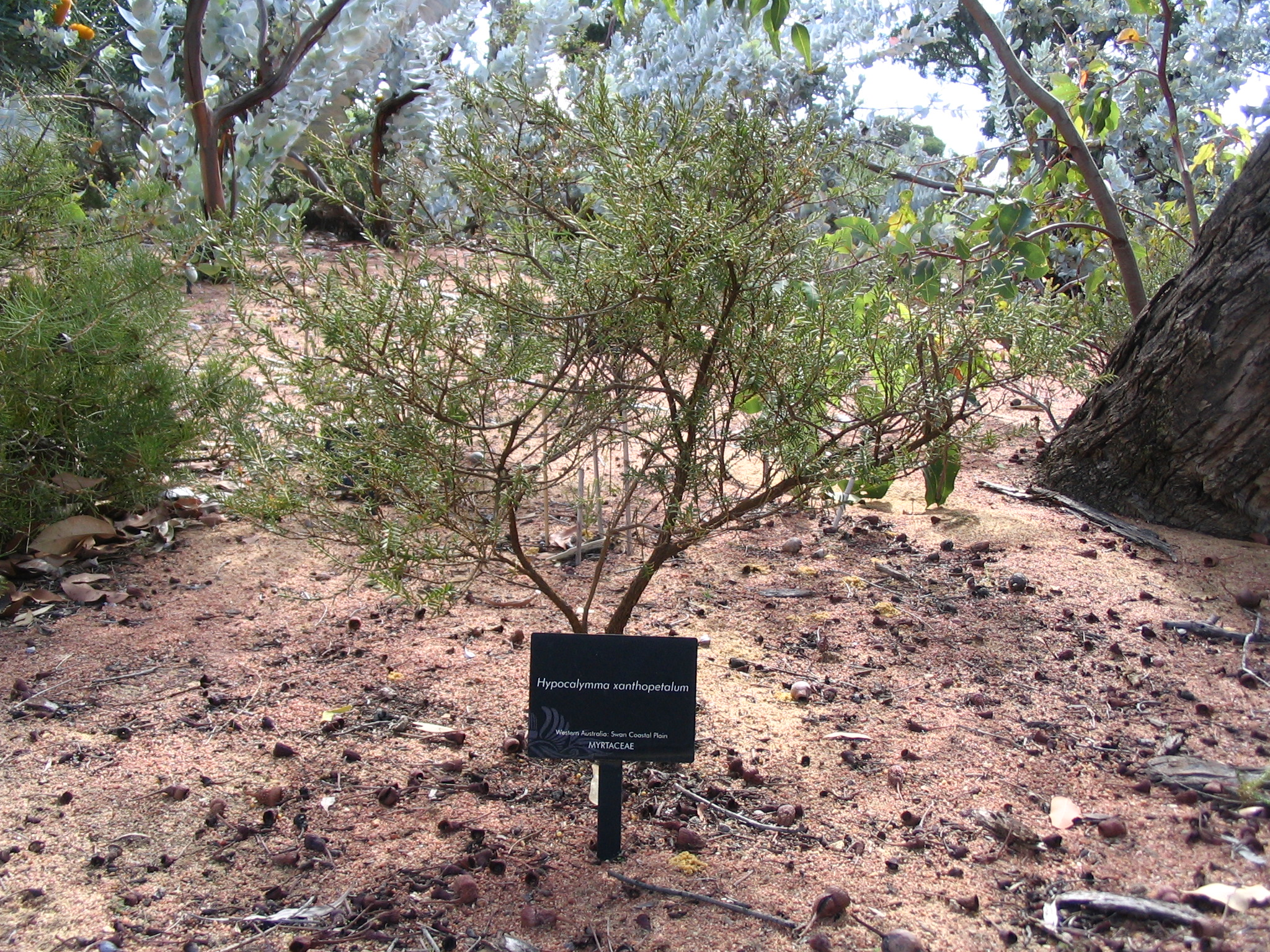